# エグモント (交響詩)
交響詩『エグモント』（Egmont, Symphonic Poem）は、ベルト・アッペルモントが作曲した吹奏楽曲。
ラモラール・ファン・エフモントの生涯を題材にした作品で、オランダで活動するファンファーレバンド、ラモラール・ファン・エフモント音楽協会（オランダ語: Muziekvereniging Lamoraal van Egmont）の委嘱で作曲された。2004年にベリアト（Beriato）社からファンファーレバンド版、吹奏楽版ともに出版されている。

## 楽器編成
- 吹奏楽版

| 木管   | 木管                                | 金管           | 金管           | 弦・打         | 弦・打 |
| ------ | ----------------------------------- | -------------- | -------------- | -------------- | --- |
| Fl.    | 2, Picc.                            | Tp.            | 3（Crnt.も可） | Cb.            | ● |
| Ob.    | 2, C.A.                             | Hr.            | 4              | Timp.          | ● |
| Fg.    | 2                                   | Tbn.           | 2, Bass        | 他             | スネアドラム、バスドラム、クラッシュシンバル、サスペンデッドシンバル、ハイハット、トムトム、タンバリン、ウッドブロック、カスタネット、マラカス、ボンゴ、むち、グロッケンシュピール、ヴィブラフォン、チューブラーベル |
| Cl.    | 3, E♭, Alto, Bass                   | Eup.           | ●              | 他             | スネアドラム、バスドラム、クラッシュシンバル、サスペンデッドシンバル、ハイハット、トムトム、タンバリン、ウッドブロック、カスタネット、マラカス、ボンゴ、むち、グロッケンシュピール、ヴィブラフォン、チューブラーベル |
| Sax.   | Alt. 2（Sop. 1 持替） Ten. 1 Bar. 1 | Tub.           | ●              | 他             | スネアドラム、バスドラム、クラッシュシンバル、サスペンデッドシンバル、ハイハット、トムトム、タンバリン、ウッドブロック、カスタネット、マラカス、ボンゴ、むち、グロッケンシュピール、ヴィブラフォン、チューブラーベル |
| その他 | その他                              | ギター（任意） | ギター（任意） | ギター（任意） | ギター（任意） |

## 楽曲構成
全4部からなり、演奏時間は約18分。全曲は切れ目なく演奏される。
- 第1部　婚礼（The Wedding）
エグモントとバイエルン公女ザビーナ（英語版）との婚礼を描く部分。冒頭にユーフォニアムの独奏で現れる旋律はエグモントを表わすもので、この後の部分でも繰り返し扱われる。続いてルネサンス風の軽快な舞曲となり、16世紀の婚礼の雰囲気を再現する。後半になると音楽にスペイン風の雰囲気が漂いはじめ、スペインによるオランダの支配が暗示される。
- 第2部　フィリプスとエフモント（Filips & Egmont）
テンポを上げると、ギターと打楽器の伴奏に乗ってソプラノサックスに"Diabolica"（邪悪に）と指示された主題が現れ、フェリペII世（題名の"Filips"はオランダ語表記）の暴君としての性格を描写する。そこにエグモントの主題が静かに現れ、王への忠誠と正義感の間で悩むエグモントを描写する。やがて二つの主題が同時に現れると荒々しく盛り上がっていき、二人の対立が表現される。クライマックスが鎮まるとギターによるカデンツァが残り、次の部分に続く。
- 第3部　「分別は命運に後れる」（ラテン語: Fato prudentia minor）
題名はエグモントのモットー。音楽は葬送行進曲となり、フェリペII世に囚われ処刑台に向かうエグモントの姿を描写する。高まっていく嘆きの声が急に断ち切られると、斬首が行われ、周囲は重苦しい空気に包まれる。
- 第4部　スペインに反抗する同盟（United against Spain）
エグモントの死後に起こるオランダ独立戦争を描く部分で、不安げな序奏に続いてトロンボーンに戦闘的な主題が現れる。やがて戦いは勝利を収め、コラールが高らかに歌われてファンファーレと交錯する。最後にオランダ国歌「ヴィルヘルムス」[1]とベルギー国歌「ブラバントの歌」[2]が同時に鳴り響き、力強く終わる。